# Station Barsac
Station Barsac is een spoorweghalte in de Franse gemeente Barsac. Zij wordt bediend door treinen van het netwerk TER Nouvelle-Aquitaine op het traject Bordeaux - Langon.